# Elena Vladimirovna Kondakova
Elena Vladimirovna Kondakova (in russo Елена Владимировна Кондакова?; Mytišči, 30 marzo 1957) è una cosmonauta e politica russa.
Elena Kondakova è nata nell'oblast' di Mosca. È stata la terza donna sovietica ad andare nello spazio e la prima donna in generale a completare una missione di lunga durata.
È stata selezionata come cosmonauta nel 1989, il suo primo volo spaziale è stata la missione Sojuz TM-20 tra l'ottobre 1994 ed il marzo 1995 diretta verso la stazione spaziale russa Mir. Nel maggio 1997 è tornata nello spazio con la missione STS-84 dello Shuttle.
Dal 1999 è un deputato della Duma.